# Mesosphaerocera annulicornis
Mesosphaerocera annulicornis är en tvåvingeart som först beskrevs av Malloch 1913.  Mesosphaerocera annulicornis ingår i släktet Mesosphaerocera och familjen hoppflugor. Inga underarter finns listade i Catalogue of Life.